# Cometes hirticornis
Cometes hirticornis är en skalbaggsart som beskrevs av Amédée Louis Michel Lepeletier och Audinet-serville 1828. Cometes hirticornis ingår i släktet Cometes och familjen långhorningar.
Artens utbredningsområde är Paraguay. Inga underarter finns listade i Catalogue of Life.